# GNU
GNU (/gnu/о файле, рекурсивный акроним от англ. GNU’s Not UNIX — «GNU — не Unix») — свободная Unix-подобная операционная система, разрабатываемая Проектом GNU.
Акроним GNU был выбран из-за того, что GNU является Unix-подобной операционной системой, но отличается от Unix тем, что является свободным программным обеспечением и не содержит кода Unix.
В честь проекта GNU назван астероид 9965 GNU.

## История
Разработка системы GNU началась 27 сентября 1983 года, когда Ричард Столлман опубликовал объявление о проекте в группах новостей net.unix-wizards и net.usoft.
5 января 1984 года Столлман уволился из Массачусетского технологического института с целью посвятить своё время написанию свободного программного обеспечения, а также для того, чтобы институт не мог предъявить каких-либо прав на исходный код. Первой программой GNU стал текстовый редактор Emacs. В течение почти 20 лет распространялась и набирала обороты идея создания свободного ПО, увеличивалось число программ, число разработчиков. Необходима была свободная среда, позволяющая осуществлять запуск этих программ. Впоследствии, в августе 1991 года, Линус Торвальдс начал работу над свободным ядром, находящимся под той же лицензией.
Будучи вполне завершённой, система GNU/Linux, более широко известная как просто Linux (GNU является основой для GNU/Linux), получила широкое распространение, особенно на рынке серверов. 29 июня 2007 года вышла третья версия лицензии GNU GPLv3 для разрешения некоторых проблем со второй версией GNU, которые были обнаружены в течение долгого срока её эксплуатации. Для сохранения актуальности лицензии GPL опционально включает пункт «более поздняя версия», позволяющий пользователям выбирать между оригинальными или обновлёнными фондом свободного программного обеспечения условиями лицензии. Разработчики могут пропускать этот пункт при лицензировании; к примеру, ядро Linux лицензировано с использованием GPLv2 без пункта «какая-либо более поздняя версия». GNU/Linux состоит из большого количества программ проекта GNU (в первую очередь системных утилит и GNU toolchain), ядра Linux — части системы, отвечающей за выполнение других программ, включающей драйверы устройств и т. п. — и множества других свободных программ.

### GNU Hurd
Официальным ядром операционной системы GNU является GNU Hurd. Альтернативное название системы на основе этого ядра — GNU/Hurd, по аналогии с GNU/Linux.
21 мая 2013 года вышел в свет дистрибутив Debian GNU/Hurd 2013. По сообщению разработчиков, в 2021 году дистрибутив Debian GNU/Hurd, содержащий более 10 тысяч пакетов, был доступен только для архитектуры i386.